# Альман, Пьер
Пьер Альма́н (фр. Pierre Allemane; 19 января 1882, Монпелье — 20 мая 1956) — французский футболист, серебряный призёр летних Олимпийских игр 1900.
На Играх 1900 в Париже Альман входил в состав французской команды. Его сборная, проиграв Великобритании, но выиграв у Бельгии, заняла второе место и получила серебряные медали.